# Rivaliteten mellan Millwall FC och West Ham United FC
Rivaliteten mellan Millwall och West Ham United är en av de längsta och mest bittra i engelsk fotboll. De två lagen, då kända som Millwall Athletic och Thames Ironworks, hade båda sitt ursprung i Londons East End, och låg mindre än fem kilometer från varandra. Lagen möttes för första gången i FA-cupen 1899–1900. Matchen var historiskt känd som Dockersderbyt, eftersom båda lagens supportrar främst var hamnarbetare (engelska: dockers) vid varven på vardera sidan av Themsen. Följaktligen arbetade varje lags supportrar för konkurrerande företag, vilket förstärkte spänningen mellan lagen. 1910 flyttade Millwall söder om Themsen till New Cross, vilket gjorde att lagen inte längre var grannar i östra London. Båda lagen har sedan dess flyttat, men ligger fortfarande knappt sex kilometer från varandra. Millwall flyttade 1993 till The Den i Bermondsey medan West Ham år 2016 flyttade till Londons Olympiastadion i Stratford. 
Millwall och West Ham har mötts ett hundratal gånger, med över tid tämligen jämna resultat. Före första världskriget möttes lagen 60 gånger på bara 16 år, mest i Southern och Western Football League. De har mötts totalt 39 gånger i liga- och cuptävlingar sedan 1916. Lagen har vanligtvis tävlat i olika divisioner och endast spelat 12 säsonger i samma liga i Football League. Trots detta har derbymötena behållit sin passion och båda klubbarnas supportrar anser fortfarande den andra klubben som sin främsta rival. Lagen mötte varandra senast i Championship 2011–12. Från och med säsongen 2019–20 spelar West Ham i Premier League och Millwall spelar i Championship, nivån under.
Rivaliteten mellan lagen är djupt inbäddad i brittisk fotbollshuliganism och kultur, och har återspeglats i filmer som specifikt fokuserats på fientligheten mellan klubbarnas två firmor, Inter City Firm och  Millwall Bushwackers. Våld har skett sporadiskt mellan fansen, vilket resulterat i en Millwallsupporters död 1976 och mordet på en West Hamsupporter 1986. Senast under upploppet vid Upton Park 2009 ledde stor oordning mellan lagens supportrar, både på och runt West Hams hemmaarena Upton Park, till ett flertal skador och en Millwallsupporter blev knivhuggen innan matchen startade. Under de två sista matcherna mellan lagen under säsongen 2011–2012 genomförde Metropolitan Police operationer i hela London för att säkerställa att matcherna var problemfria.

## Rivalitetens historia

### Klubbarnas grundande: 1885–98
Millwall Rovers fotbollsklubb bildades 1885 av plåtslagare på JT Mortons konserveringsfabrik på Isle of Dogs i East End of London. Tio år senare bildades Thames Ironworks Football Club av Dave Taylor, en förman på Thames Ironworks and Shipbuilding Company, Londons sista stora varvsföretag. Företagets ägare Arnold Hills bestämde sig för att bilda ett fotbollslag för att förbättra moralen i hans arbetskraft. De två klubbarna låg under 3 miles (4,8 km) från varandra. Då varje uppställning av spelare och supportrar arbetade för motsatta företag och tävlade om samma kontrakt utvecklades rivaliteter.   De första mötena mellan klubbarna var reservspel: de första slutade i en 6–0-hemmaseger för Millwall Athletic Reserves  den 14 december 1895 över de nybildade Thames Ironworks.   Den 23 september 1897 spelade de två lagen sin första vänskapsmatch på Millwalls Athletic Grounds, Millwall Athletic vann 2–0 framför en publik på 1 200 åskådare.

### Sextio möten på sexton år: 1899–1915
Den 9 december 1899 möttes lagen för första gången, i femte omgången av kvalet till FA-cupen. Millwall Athletic vann med 2–1 på Thames Ironworks hemmaplan Memorial Grounds. Målskyttarna var Hugh Goldie och Bert Banks. Det året nådde Millwall semifinal där de förlorade med 3–0 mot Southampton, men fick smeknamnet The Lions från en tidningsrubrik som beskrev de som "The Lions of the South" för deras framgångar i cupen. Lagens andra möte var i en Southern League match som sträckte sig över två århundraden. Matchen spelades på Memorial Grounds den 23 december 1899, men tvingades avbrytas på grund av dimma efter 69 minuter, då Millwall ledde med 2–0. Istället för att spela om matchen, spelades de återstående 21 minuter av matchen fyra månader senare, den 28 april 1900. Efter att Ironworks vunnit med 1–0, tog spelarna en kort paus, och spelade därefter resten av den avbrutna matchen. Inga fler mål gjordes och Millwall vann matchen med 2–0.

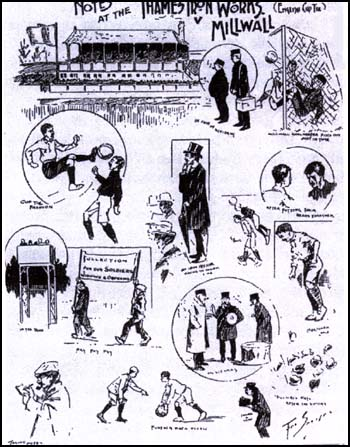
Ett programblad från den första matchen som spelades mellan lagen, då kända som Thames Ironworks och Millwall Athletic, 9 december 1899.

Thames Ironworks upplöstes i juni 1900 på grund av dispyter inom klubben. Följande månad startades den på nytt, då som West Ham United. Klubbens smeknamn blev The Hammers, på grund av deras ursprung som Ironworks.  Under säsongerna 1901–02 och 1902–03, tävlade både Millwall och West Ham i Southern League, London League, Western League och Southern Professional Charity Cup. Lagen möttes då hela sju gånger under varje säsong, det högsta antalet möten mellan lagen under en säsong. Under denna period var Millwall obesegrade i 12 raka matcher mot West Ham, med nio segrar och tre oavgjorda matcher över två år. Detta inkluderade en 7–1-seger i semifinalen i Southern Professional Charity Cup den 2 april 1903, den högsta segermarginalen mellan lagen. Ben Hulse gjorde fyra av målen på Memorial Grounds. Millwall förlorade mot West Ham den 1 september 1904. West Ham segrade med 3–0, i den första matchen på nya hemmaplanen Upton Park, med två mål från Billy Bridgeman och ett av Jack Flynn.
Den 17 september 1906, i en match i Western League, tacklades Millwallspelaren Alf Dean mot en reklamskylt i metall av West Hamspelaren Len Jarvis. Andra spelare fick bäras av planen på grund av hårda tacklingar. East Ham Echo rapporterade: "Från den allra första sparken på bollen sågs det troligtvis vara problem, men stormen brast när Dean och Jarvis kom i kollision (Millwall hade två spelare som skickades av under matchen). Detta väckte stor spänning bland åskådarna. Folkmassor på läktarna fick feber, och flera fria slagsmål uppstod." 1910 beslöt Millwall att ta bort ordet Athletic från deras klubbnamn, och flytta från East London. Med begränsad expansionsyta på Isle of Dogs, ville klubben förhöja supporten från fans samt publiksiffror. Klubben flyttades ungefär 6 kilometer till The Den i New Cross, South London. Det sista Östlondonderbyt mellan lagen var på Millwalls hemmaplan North Greenwich den 24 september 1910. West Ham vann med 2–0 med mål från Danny Shea och Fred Blackburn. Fyra månader senare reste Millwall till Upton Park, då för första gången som ett lag från South London. Matchen slutade oavgjort, 2–2. Den 9 mars 1912 besöktes The Den av 28 400 supportrar för att se första mötet med West Ham på den nya hemmaplanen. Millwall vann matchen med 5–1, varav den irländska anfallaren Wally Davis gjorde ett hat-trick.

### Två världskrig och anslutning till Football League: 1915–45

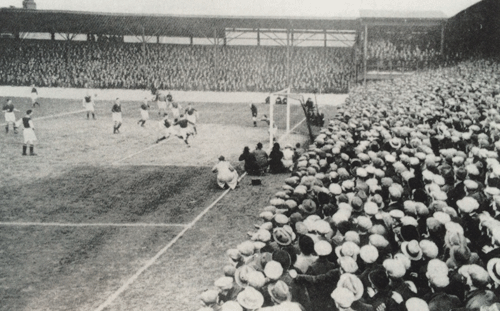
West Ham attackerar Millwall på Upton Park i FA-cupen, 15 februari 1930.

Ett flertal vänskapsmatcher och träningsmatcher spelades under första och andra världskriget. Totalt spelades 33 matcher mellan lagen i Wartime League. Båda lagen satte ihop svårt utarmade lag av juniorer, reserver och icke-professionella spelade, och spelade 14 matcher i London Combination mellan 1915 och 1919. West Ham vann nio, Millwall tre och två blev oavgjorda. Efter första världskriget var Football League på nytt introducerad i England av The Football Association och West Ham anslöt till Second Division för säsongen 1919–20. Millwall anslöt sig till den nystartade Third Division under säsongen 1920–21, då Football League expanderades från 44 lag till 66. Under Generalstrejken i Storbritannien 1926, var majoriteten av arbetarna West Hamsupportrar. En oberättigad berättelse säger att Millwallsupportrar som var varvsarbetare på Isle of Dogs vägrade att ge sitt stöd och väckte upprörelse. Vid denna tid hade Millwall redan flyttat från Isle of Dogs spelade i New Cross.
Mellan 1919 och 1930 möttes lagen 12 gånger i London Professional fotbollsspelares' Association Charity Fund, London Challenge Cup och FA-cupen. Den 15 februari 1930 vann West Ham en match i FA-cupens femte omgång med 4–1 på Upton Park. Vic Watson gjorde två mål, och Viv Gibbins och Tommy Yews gjorde ett var. Harold Wadsworth gjorde Millwalls enda mål. Lagen möttes för första gången i Football League under säsongen 1932–33, efter att West Ham blivit nerflyttade från First Division. Den 17 september 1932 slog West Ham Millwall med 3–0 på Upton Park i Second Division, två mål gjordes av Vic Watson och ett av Jackie Morton.
Den 27 december 1938 anslöt 42 200 åskådare vid Upton Park för att se lagen mötas i Second Division. Matchen slutade 0–0. Detta är fortfarande den högsta publiksiffran mellan lagen. Mellan 1939 och 1946 spelades det vänskapsmatcher i League South (A) Division, South Regional League, London League, Football League South och Football League War Cup. De spelade 19 matcher mot varandra under andra världskriget: Millwall vann 3, West Ham 12 och 4 slutade oavgjort. Millwalls hemmaplan The Den skadades svårt av en tysk bomb 1943, och under en kort tid bjöds Millwall in av grannlagen Charlton Athletic, Crystal Palace och West Ham för att spela deras matcher på The Valley, Selhurst Park och Upton Park. För att kompensera bristen på professionella spelare under andra världskriget infördes ett gästspelarsystem. Spelare som Sailor Brown, Louis Cardwell och Jimmy Jinks spelade för båda rivalklubbarna under denna period. West Ham förlorade med 2–1 mot Chelsea på White Hart Lane i semifinalen i War Time Cup 1944–45, med två gästspelare från Millwall i laget. Båda spelarna spelade även för Millwall i South Final, där de förlorade mot Chelsea med 2–0.

### Olika ligor och huliganism: 1946–87
Efter andra världskriget var Millwalls lagform usel, och laget flyttades ner till Third och Fourth Division i Football League. West Ham har aldrig spelat under Second Division i deras historia, och har ofta spelat en liga eller två över Millwall. De två lagen mötte inte varandra i ligan mellan 13 oktober 1959 och 7 oktober 1978, vilket gjorde 1960-talet till det enda årtionde som lagen inte möttes. Trots bristen på möten ansåg båda lagens supportrar att det andra laget var deras värsta rival. Under dessa år hade Hammers stora framgångar, med vinster i FA-cupen 1964, 1975 och 1980. De vann även Cupvinnarcupen 1965. Över fyra decennier var sidorna bara i samma nivå i Football League under tre säsonger, 1946–47, 1947–48 och 1978–79. De möttes i två matcher i Southern Professional Floodlit Cup 1959 och i Full Members Cup 1987.
Fotbollshuliganism nådde sin topp under 1970- och 1980-talet. West Hams Inter City Firm och Millwall Bushwackers stod i fronten för bråken, inte bara mot varandra , utan även mot polisen och firmor kopplade till andra lag. 1972 spelade de två klubbarna mot varandra i en vittnesmålskamp för Millwallförsvararen Harry Cripps, som nu börjat spela för West Ham. Spelet förstördes av intensiva strider mellan de två huliganfirmorna, både på och utanför arenan.  Fyra år senare dog en Millwallsupporter, Ian Pratt, på New Cross järnvägsstation efter att ha fallit ur ett tåg under en kamp med några West Hamsupportrar. Efter incidenten började West Hamhuliganer sjunga, "West Ham boys, we've got brains, we throw Millwall under trains." Millwallsupportrar väntade ivrigt på revansch under två år, till West Ham blev nedflyttade till Second Division. Innan deras nästa möte mot Hammers den 7 oktober 1978 delades broschyrer ut på Millwalls hemmamatcher med orden: "En West Ham-fan måste dö för att hämnas honom." Polisen svarade med att sätta in extra styrkor vid matchen på Upton Park, som West Ham vann med 3–0. Cirka 500 poliser kontrollerade publiken genom att genomföra omfattande sökningar och strikt segregering. Sex officerare skadades och 70 personer arresterades efter att fansen kolliderade på gatan. Många vapen beslagtogs också.
The Lions 2–1-hemmaseger över Hammers den 14 maj 1979 avslutade en segerlös period på tio matcher mot deras rivaler, vilket sträckte sig över 46 år, från 1933. Pop Robson hade gett West Ham ledningen i halvtid, men i den andra halvleken gjorde mål från Dave Mehmet och Nicky Chatterton så att Millwall vann. Den 4 oktober 1986, över sju år sedan lagen mötte varandra, knivhöggs 19-åriga West Hamsupportern Terry Burns till döds av en grupp av Millwallsupportrar på Villiers Street, bredvid tunnelbanestationen Embankment. En 2–1-seger i Full Members Cup den 10 november 1987 gav Millwall deras första seger på Upton Park på 73 år. Alan Dickens gav Hammers ledningen i andra halvlek, men två mål på tre minuter av Teddy Sheringham och Tony Cascarino säkrade den första bortasegern i derbyt för Millwall sedan 1914. Det är ännu Lions senaste bortaseger mot West Ham.

### Första toppmötet och Mothers' Day Massacre: 1988–2008

De traditionella hemmafärgerna för Millwall (blått och vitt) och West Ham (vinrött och blått).

1988 vann Millwall Second Division och flyttades upp till First Division för första gången i klubbens historia. I First Division spelade även rivalerna West Ham. Paul Ince gjorde det enda målet på The Den den 3 december 1988, då West Ham vann matchen med 1–0. West Ham vann även med 3–0 på hemmaplan den 22 april 1989, tack vare mål från Julian Dicks, George Parris och Alan Dickens. Detta är första och enda gången som endera sidan har slutfört en Football Leaguedubbel över den andra. I slutet av säsongen placerade sig West Ham på 19:e plats och blev därmed nedflyttade. Millwall slutade på 10:e plats, den högsta ligaplaceringen i klubbens historia. Säsongen 1988–89 är den enda säsongen som båda lagen tillsammans varit i högsta divisionen i engelsk fotboll. Millwall blev nedflyttade från First Division efter säsongen 1989–90, vilket var senaste gången som klubben spelade i högsta ligan. Under bildandet av Premier League 1992, möttes lagen i den nybildade First Division. Den sista matchen mellan de två lagen som spelades på The Den var den 15 november 1992. Det var även lördagsmatchen på The London Match, ett sportprogram på LWT. Millwall vann matchen med 2–1, med mål av Malcolm Allen och Phil Barber. Mark Robson gjorde West Hams mål.
Under säsongen 1993–94 flyttade Millwall in på den första arenan med endast sittplatser, byggd enligt Taylor-rapporten efter Hillsborougholyckan. The Hammers befordrades, och spelade tio säsonger i Premier League, och det skulle bli tolv år till de spelade på Millwalls nya hemmaarena The New Den. På Mothering Sunday den 24 mars 2004, slog Millwall West Ham med 4–1, med två mål av Tim Cahill, ett av Nick Chadwick och ett självmål av Christian Dailly. Marlon Harewood gjorde West Hams enda mål. Detta är den största vinstmarginalen mellan lagen i Football League. I en händelserik match missade Millwall en straffspark och fick en annan räddad av West Hams målvakt Stephen Bywater, som därefter blev utvisad. Läktarvåld utbröt även mellan lagens supportrar. Millwallsupportrar och media kallade matchen för "The Mothers' Day Massacre".
Vid en fotbollsmatchvisning på TV, på Canada Square, London Docklands under en match där England mötte Paraguay i Fotbolls-VM 2006, utbröt slagsmål mellan 100 supportrar från West Ham och Millwall, vilket resulterade i 16 skadade personer, varav en behövde sjukhusvård. Polisen beslöt att stänga av TV-skärmarna, fastän det återstod 10 minuter av matchen.

### Upplopp vid Upton Park och ny hemmaarena för West Ham: 2009–nutid
Under säsongen 2009–10 lottades Millwall till att möta West Ham på bortaplan i Engelska Ligacupen, vilket skulle bli det första mötet mellan lagen i cupen. Polisen sänkte antalet biljetter som gick till resande Millwallsupportrar från 3 000 till 1 500, vilket väckte ilska bland supportrar; Millwall varnade polisen för en ökad risk för problem. West Ham vann matchen med 3–1 den 25 augusti 2009, deras första seger över Millwall på sju spelade matcher över 18 år. Neil Harris hade gett Millwall ledningen, men ett mål från Junior Stanislas med tre återstående minuter tvingade matchen till övertid. Stanislas gjorde ytterligare ett mål och Zavon Hines ett tredje och sista för segern. Våld förstörde matchen före, under och efter avspark, med flera invasioner av planen från Hammers supportrar. Millwallsupportern Alan Baker knivhöggs utanför arenan och fick en punkterad lunga, men återhämtade sig fullt. Han var en av 20 personer som skadades. Polisen drog slutsatsen att våldet på grund av dess stora skala hade organiserats i förväg. The Football Association utfärdade böter till båda klubbarna. I domstolen dömdes West Ham till 115 000 pund i böter för "att inte ha försäkrat att deras fans inte gått in i spelområdet och avstod från våldsamt, hotande, obscent och provocerande beteende", och dragit slutsatsen att anklagelserna mot Millwall om "våldsamt, rasistiskt beteende och att kasta raketer eller farliga föremål på planen" hade kunde bevisas.
Under en dålig säsong för West Ham 2010–11, hade tränaren Avram Grant endast lyckats segra sju gånger på 37 matcher. Den 15 maj 2011 flyttades Hammers ner från Premier League efter en 3–2-förlust mot Wigan Athletic. Då Wigan kvitterade till 2–2 flög ett plan ovanför Wigans hemmaarena DW Stadium, med en banderoll som löd "Avram Grant – Millwall Legend". Efter matchen fick Grant sparken. Flygplanet hade hyrts av Millwallsupportrar från fansens webbplats House of Fun, för att fira Grants misslyckande med hålla West Ham kvar i Premie League. Nedflyttningen innebar att de skulle möta Millwall under säsongen 2011–12 i Championship League. Den 17 september 2011, i det första ligamötet på sju år, slutade matchen 0–0 på The Den. Returmatchen, och den senast spelade matchen mellan lagen spelades den 4 februari 2012. West Ham slog Millwall med 2–1 på Upton Park, trots att deras lagkapten Kevin Nolan blivit utvisad efter endast nio minuter för våldsamt spel. West Hams målgörare var Carlton Cole och Winston Reid. Millwalls målgörare var Liam Trotter.
Matcher mellan Millwall och West Ham United kategoriseras för närvarande av Metropolitan Police som kategori C – matcher med hög risk för bråk mellan supportrar. För säsongen 2011–12 satte Metropolitanpolisen in extrainsatser i London, för att försäkra sig om att matcherna kunde spelas utan problem. 2013 blev en medlem av West Hams huliganfirma Inter City Firm fängslad i 12 månader för att ha organiserat bråk mellan West Ham och Millwallsupportrar under en FA-cupmatch mellan Dagenham & Redbridge och Millwall den 7 januari 2012. 
Millwall och West Ham flyttades närmre varandra och ligger nu ca 6 kilometer från varandra, då Hammers flyttade in på Londons Olympiastadion i Stratford under säsongen 2016–17, vilket avslutade 112 år på Upton Park. Den 24 augusti 2017, avled en supporter av Nottingham Forest, Paul O'Donnell, till påföljd av en attack från Millwallsupportern Andrew Lewis efter att O'Donnell sagt "West Ham" till Lewis. En dom om dråp släppes sedan mot Lewis.
2018 lade Hammers och Lions supportrar rivaliteten åt sidan för att samla in pengar till en West Hamsupporter som led av cancer. Den treåriga Isla Caton behövde pengar för en dyr behandling av hennes hjärncancer. En Millwallsupporter gjorde en välgörenhetslöpning i en West Ham-tröja från The Den till Londons Olympiastadion för att samla in pengar.

## Möten
| Liga                              | Matcher | Vunna av Millwall | Lika | Vunna av West Ham | Mål av Millwall | Mål av West Ham |
| --------------------------------- | ------- | ----------------- | ---- | ----------------- | --------------- | --------------- |
| Football League                   | 24      | 5                 | 11   | 8                 | 23              | 33              |
| FA Cup                            | 2       | 1                 | 0    | 1                 | 3               | 5               |
| Football League Cup               | 1       | 0                 | 0    | 1                 | 1               | 3               |
| Full Members Cup                  | 1       | 1                 | 0    | 0                 | 2               | 1               |
| Delsumma                          | 28      | 7                 | 11   | 10                | 29              | 42              |
| Southern Floodlight Cup           | 1       | 0                 | 0    | 1                 | 1               | 3               |
| Southern Football League          | 32      | 15                | 8    | 9                 | 46              | 32              |
| Western Football League           | 14      | 8                 | 3    | 3                 | 23              | 13              |
| London League                     | 6       | 2                 | 2    | 2                 | 11              | 12              |
| London Challenge Cup              | 6       | 3                 | 0    | 3                 | 8               | 12              |
| Southern Professional Charity Cup | 2       | 1                 | 0    | 1                 | 8               | 3               |
| London PFA Charity Fund           | 10      | 2                 | 3    | 5                 | 15              | 23              |
| Totalt                            | 99      | 38                | 27   | 34                | 141             | 140             |

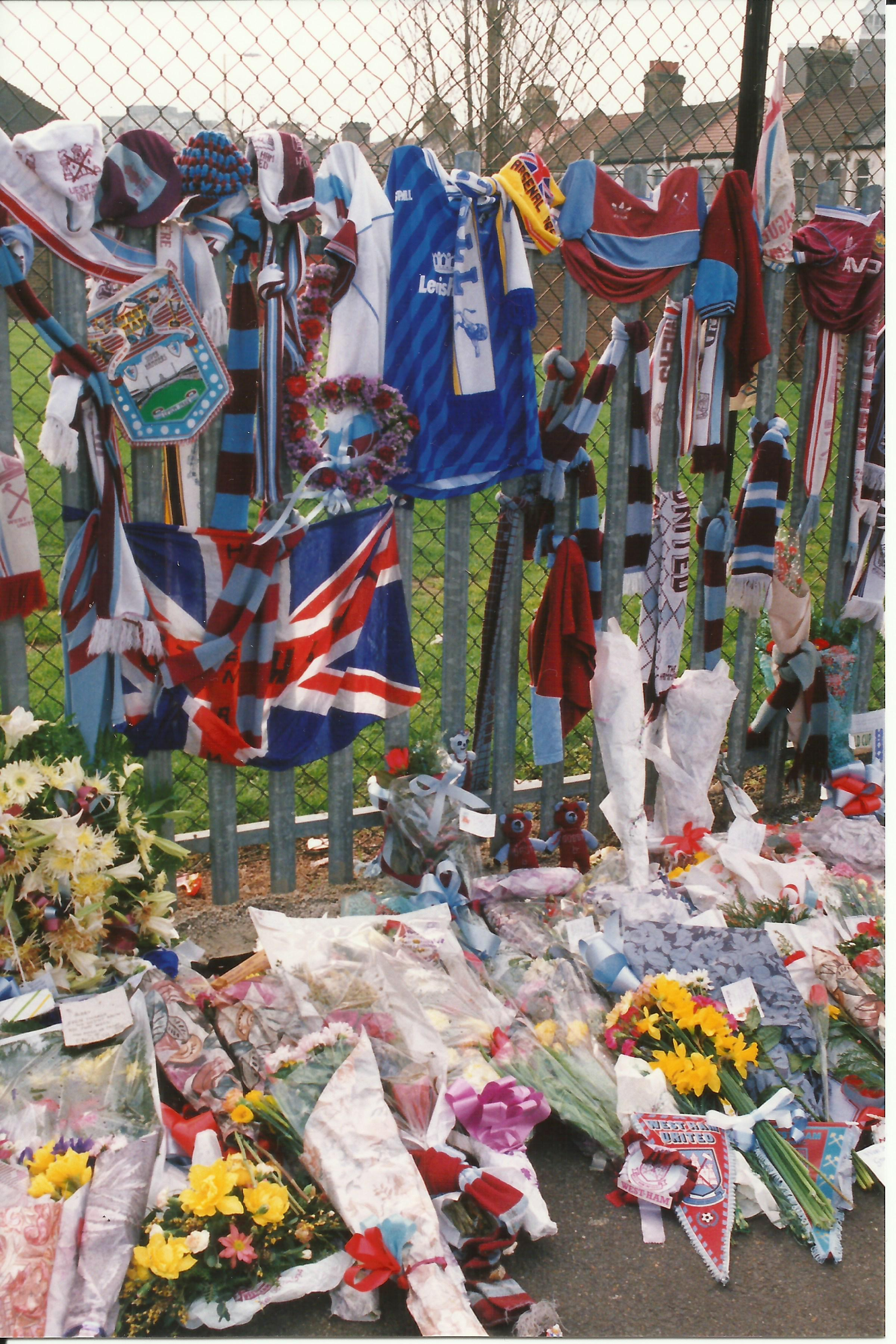
Trots rivaliteten lämnade Millwallfans minnesmärken på Upton Park för West Ham-spelaren Bobby Moore efter hans död 1993.

Denna tabell innehåller endast konkurrerande förstalagsspel, exklusive alla försäsongsmatcher, vänskap, inställda matcher, vittnesmål och spel som spelats under första och andra världskriget.   
| Datum             | Resultat | Segrare           | Liga                              | Arena            | Publik | Noter                                                                                     |
| ----------------- | -------- | ----------------- | --------------------------------- | ---------------- | ------ | ----------------------------------------------------------------------------------------- |
| 9 december 1899   | 1–2      | Millwall Athletic | FA Cup                            | Memorial Grounds | 15 000 |                                                                                           |
| 23 december 1899  | 0–2      | Millwall Athletic | Southern Football League          | Memorial Grounds | 8 000  | Avbruten efter 69 minuter på grund av dimma.                                              |
| 28 april 1900     | 0–1      | Thames Ironworks  | Southern Football League          | Athletic Grounds | 9 000  | Återstående 21 minuter av den tidigare avbrutna matchen.                                  |
| 8 september 1900  | 3–1      | Millwall Athletic | Southern Football League          | Athletic Grounds | 11 000 |                                                                                           |
| 21 mars 1901      | 1–0      | West Ham United   | Southern Football League          | Memorial Grounds | 9 000  |                                                                                           |
| 9 september 1901  | 4–0      | West Ham United   | London League                     | Memorial Grounds | 5 000  |                                                                                           |
| 26 oktober 1901   | 0–2      | Millwall Athletic | Southern Football League          | Memorial Grounds |        |                                                                                           |
| 26 december 1901  | 1–5      | West Ham United   | London League                     | North Greenwich  | 6 000  |                                                                                           |
| 8 februari 1902   | 1–1      | Oavgjort          | Southern Football League          | North Greenwich  | 10 000 |                                                                                           |
| 5 april 1902      | 0–1      | Millwall Athletic | Western Football League           | Memorial Grounds | 5 000  |                                                                                           |
| 9 april 1902      | 2–1      | West Ham United   | Southern Professional Charity Cup | Memorial Grounds | 2 000  |                                                                                           |
| 26 april 1902     | 1–0      | Millwall Athletic | Western Football League           | North Greenwich  | 5 000  |                                                                                           |
| 8 november 1902   | 0–3      | Millwall Athletic | Southern Football League          | Memorial Grounds | 10 000 |                                                                                           |
| 29 november 1902  | 2–2      | Oavgjort          | London League                     | North Greenwich  | 3 000  |                                                                                           |
| 24 november 1902  | 2–1      | Millwall Athletic | Western Football League           | North Greenwich  | 200    | Lägsta publiksiffran någonsin                                                             |
| 5 januari 1903    | 2–2      | Oavgjort          | London League                     | Memorial Grounds | 1 500  |                                                                                           |
| 9 mars 1903       | 1–1      | Oavgjort          | Western Football League           | Memorial Grounds | 2 000  |                                                                                           |
| 2 april 1903      | 1–7      | Millwall Athletic | Southern Professional Charity Cup | Memorial Grounds | 1 500  | Semifinal, största segerresultatet.                                                       |
| 25 april 1903     | 2–1      | Millwall Athletic | Southern Football League          | North Greenwich  | 8 000  |                                                                                           |
| 5 september 1903  | 4–2      | Millwall Athletic | Southern Football League          | North Greenwich  | 15 000 |                                                                                           |
| 5 oktober 1903    | 0–3      | Millwall Athletic | London League                     | Memorial Grounds | 6 000  |                                                                                           |
| 2 januari 1904    | 0–1      | Millwall Athletic | Southern Football League          | Memorial Grounds | 9 000  |                                                                                           |
| 29 februari 1904  | 4–0      | Millwall Athletic | London League                     | North Greenwich  | 6 000  | Millwall med 12 matcher utan förlust (deras längsta svit). Flest segrar i rad (6).        |
| 1 september 1904  | 3–0      | West Ham United   | Southern Football League          | Upton Park       | 12 000 | Första mötet på Upton Park.                                                               |
| 17 september 1904 | 1–1      | Oavgjort          | Southern Football League          | North Greenwich  | 10 000 |                                                                                           |
| 20 mars 1905      | 4–3      | West Ham United   | Western Football League           | Upton Park       | 4 000  |                                                                                           |
| 24 april 1905     | 4–0      | Millwall Athletic | Western Football League           | North Greenwich  | 4 000  |                                                                                           |
| 9 september 1905  | 1–0      | Millwall Athletic | Southern Football League          | North Greenwich  | 13 000 |                                                                                           |
| 25 december 1905  | 0–0      | Oavgjort          | Western Football League           | North Greenwich  | 10 000 |                                                                                           |
| 6 januari 1906    | 1–0      | West Ham United   | Southern Football League          | Upton Park       | 8 000  |                                                                                           |
| 16 april 1906     | 0–1      | Millwall Athletic | Western Football League           | Upton Park       | 9 000  | Första Millwallsegern på Upton Park.                                                      |
| 17 september 1906 | 1–0      | West Ham United   | Western Football League           | Upton Park       | 10 000 |                                                                                           |
| 13 oktober 1906   | 1–1      | Oavgjort          | Southern Football League          | North Greenwich  | 15 000 |                                                                                           |
| 19 november 1906  | 0–3      | West Ham United   | Western Football League           | North Greenwich  | 2 000  |                                                                                           |
| 16 februari 1907  | 0–1      | Millwall Athletic | Southern Football League          | Upton Park       | 17 000 |                                                                                           |
| 9 september 1907  | 3–0      | Millwall Athletic | Western Football League           | North Greenwich  | 3 000  |                                                                                           |
| 16 september 1907 | 1–1      | Oavgjort          | Western Football League           | Upton Park       | 3 000  |                                                                                           |
| 26 oktober 1907   | 1–0      | Millwall Athletic | Southern Football League          | North Greenwich  | 15 000 |                                                                                           |
| 22 februari 1908  | 0–2      | Millwall Athletic | Southern Football League          | Upton Park       | 16 000 |                                                                                           |
| 7 september 1908  | 0–2      | Millwall Athletic | Western Football League           | Upton Park       | 5 000  |                                                                                           |
| 14 september 1908 | 3–1      | Millwall Athletic | Western Football League           | North Greenwich  | 3 000  |                                                                                           |
| 7 november 1908   | 1–0      | West Ham United   | Southern Football League          | Upton Park       | 16 000 |                                                                                           |
| 13 mars 1909      | 1–0      | Millwall Athletic | Southern Football League          | North Greenwich  | 10 000 |                                                                                           |
| 26 april 1909     | 5–1      | West Ham United   | London PFA Charity Fund           | Upton Park       | 1 500  | Alf Twigg gjorde sitt tionde derbymål för Millwall, vilket var rekord.                    |
| 20 september 1909 | 1–0      | West Ham United   | London Challenge Cup              | Upton Park       | 5 000  |                                                                                           |
| 13 november 1909  | 0–0      | Oavgjort          | Southern Football League          | North Greenwich  | 10 000 |                                                                                           |
| 26 mars 1910      | 1–2      | Millwall Athletic | Southern Football League          | Upton Park       | 12 000 |                                                                                           |
| 24 september 1910 | 0–2      | West Ham United   | Southern Football League          | North Greenwich  | 10 000 |                                                                                           |
| 28 januari 1911   | 2–2      | Oavgjort          | Southern Football League          | Upton Park       | 12 000 | Första matchen efter att Millwall flyttat från östra till sydöstra London.                |
| 4 november 1911   | 2–1      | West Ham United   | Southern Football League          | Upton Park       | 23 000 |                                                                                           |
| 9 mars 1912       | 5–1      | Millwall          | Southern Football League          | The Den          | 28 400 | Första mötet med West Ham på The Den.                                                     |
| 22 september 1912 | 6–2      | West Ham United   | London Challenge Cup              | Upton Park       | 7 000  |                                                                                           |
| 30 november 1912  | 1–1      | Oavgjort          | Southern Football League          | Upton Park       | 15 000 |                                                                                           |
| 5 april 1913      | 1–3      | West Ham United   | Southern Football League          | The Den          | 30 000 | Första West Hamsegern på The Den.                                                         |
| 1 september 1913  | 1–1      | Oavgjort          | Southern Football League          | The Den          | 10 000 |                                                                                           |
| 22 september 1913 | 0–1      | Millwall          | London Challenge Cup              | Upton Park       | 5 000  |                                                                                           |
| 14 april 1914     | 3–2      | West Ham United   | Southern Football League          | Upton Park       | 15 000 |                                                                                           |
| 17 oktober 1914   | 2–1      | Millwall          | Southern Football League          | The Den          | 20 000 |                                                                                           |
| 9 november 1914   | 0–1      | Millwall          | London Challenge Cup              | Upton Park       | 3 000  | Semifinal                                                                                 |
| 20 februari 1915  | 1–1      | Oavgjort          | Southern Football League          | Upton Park       | 12 000 |                                                                                           |
| 20 oktober 1919   | 3–3      | Oavgjort          | London PFA Charity Fund           | The Den          | 6 000  |                                                                                           |
| 14 april 1920     | 3–1      | West Ham United   | London PFA Charity Fund           | Upton Park       | 8 000  |                                                                                           |
| 15 november 1920  | 0–1      | West Ham United   | London PFA Charity Fund           | The Den          | 5 000  |                                                                                           |
| 8 oktober 1923    | 2–0      | Millwall          | London PFA Charity Fund           | The Den          | 7 600  |                                                                                           |
| 5 november 1923   | 2–1      | Millwall          | London Challenge Cup              | The Den          | 5 000  |                                                                                           |
| 13 oktober 1924   | 3–1      | West Ham United   | London PFA Charity Fund           | Upton Park       | 6 500  |                                                                                           |
| 25 oktober 1926   | 2–2      | Oavgjort          | London PFA Charity Fund           | Upton Park       | 4 000  |                                                                                           |
| 22 november 1926  | 1–1      | Oavgjort          | London PFA Charity Fund           | Upton Park       | 3 500  |                                                                                           |
| 10 oktober 1927   | 5–1      | Millwall          | London PFA Charity Fund           | The Den          | 6 500  |                                                                                           |
| 8 oktober 1928    | 5–1      | West Ham United   | London PFA Charity Fund           | Upton Park       | 5 000  |                                                                                           |
| 25 november 1929  | 2–4      | West Ham United   | London Challenge Cup              | The Den          | 6 000  | Semifinal                                                                                 |
| 15 februari 1930  | 4–1      | West Ham United   | FA Cup                            | Upton Park       | 24 000 |                                                                                           |
| 17 september 1932 | 3–0      | West Ham United   | Football League Second Division   | Upton Park       | 35 000 | Första matchen i Football League mellan lagen.                                            |
| 31 januari 1933   | 1–0      | Millwall          | Football League Second Division   | The Den          | 8 000  |                                                                                           |
| 21 oktober 1933   | 2–2      | Oavgjort          | Football League Second Division   | The Den          | 35 000 | Högsta publiksiffra under en derbymatch hos Millwall.                                     |
| 3 mars 1934       | 1–1      | Oavgjort          | Football League Second Division   | Upton Park       | 28 000 |                                                                                           |
| 27 december 1938  | 0–0      | Oavgjort          | Football League Second Division   | Upton Park       | 42 200 | Högsta publiksiffra under en derbymatch.                                                  |
| 27 mars 1939      | 0–2      | West Ham United   | Football League Second Division   | The Den          | 10 000 |                                                                                           |
| 21 september 1946 | 3–1      | West Ham United   | Football League Second Division   | Upton Park       | 30 400 |                                                                                           |
| 25 januari 1947   | 0–0      | Oavgjort          | Football League Second Division   | The Den          | 22 082 |                                                                                           |
| 25 augusti 1947   | 1–1      | Oavgjort          | Football League Second Division   | Upton Park       | 25 000 |                                                                                           |
| 1 september 1947  | 1–1      | Oavgjort          | Football League Second Division   | The Den          | 15 814 |                                                                                           |
| 13 oktober 1959   | 3–1      | West Ham United   | Southern Floodlight Cup           | Upton Park       | 8 250  |                                                                                           |
| 7 oktober 1978    | 3–0      | West Ham United   | Football League Second Division   | Upton Park       | 22 210 | West Ham med 10 matcher utan förlust (deras längst svit)                                  |
| 14 maj 1979       | 2–1      | Millwall          | Football League Second Division   | The Den          | 11 917 |                                                                                           |
| 10 november 1987  | 1–2      | Millwall          | Full Members Cup                  | Upton Park       | 11 337 |                                                                                           |
| 3 december 1988   | 0–1      | West Ham United   | Football League First Division    | The Den          | 20 105 | Första mötet mellan lagen i högsta divisionen av engelsk fotboll.                         |
| 22 april 1989     | 3–0      | West Ham United   | Football League First Division    | Upton Park       | 16 603 | Med denna seger säkrade West Ham den enda dubbeln i Football League.                      |
| 10 november 1990  | 1–1      | Oavgjort          | Football League Second Division   | The Den          | 20 591 |                                                                                           |
| 24 februari 1991  | 3–1      | West Ham United   | Football League Second Division   | Upton Park       | 20 503 |                                                                                           |
| 15 november 1992  | 2–1      | Millwall          | Football League First Division    | The Den          | 12 445 | Sista mötet mellan lagen på The Old Den.                                                  |
| 28 mars 1993      | 2–2      | Oavgjort          | Football League First Division    | Upton Park       | 15 723 |                                                                                           |
| 28 september 2003 | 1–1      | Oavgjort          | Football League First Division    | Upton Park       | 31 626 |                                                                                           |
| 21 mars 2004      | 4–1      | Millwall          | Football League First Division    | The Den          | 14 055 | Första mötet på The New Den, även största segermarginalen i Football League mellan lagen. |
| 21 november 2004  | 1–0      | Millwall          | Football League Championship      | The Den          | 15 025 |                                                                                           |
| 16 april 2005     | 1–1      | Oavgjort          | Football League Championship      | Upton Park       | 28 221 |                                                                                           |
| 25 augusti 2009   | 3–1AET   | West Ham United   | Football League Cup               | Upton Park       | 24 492 | Noterbar för Upploppet vid Upton Park 2009.                                               |
| 17 september 2011 | 0–0      | Oavgjort          | Football League Championship      | The Den          | 16 078 |                                                                                           |
| 4 februari 2012   | 2–1      | West Ham United   | Football League Championship      | Upton Park       | 27 774 |                                                                                           |

## Statistik

### Första

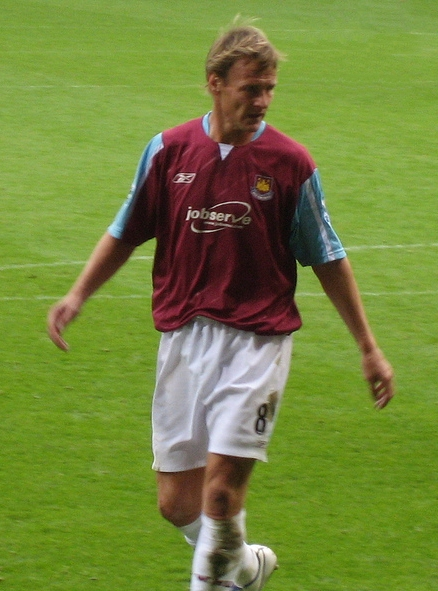
Teddy Sheringham gjorde 111 mål för Lions och 30 för Hammers. Han var även coach för West Ham.

- Första mötet någonsin: Millwall Athletic 2–0 Thames Ironworks (vänskapsmatch), 23 september 1897[8]
- Första mötet: Thames Ironworks 1–2 Millwall Athletic (FA Cup), 9 december 1899[11]
- Första ligamötet: Thames Ironworks 0–2 Millwall Athletic (Southern League), 23 december 1899[11]
- Första mötet i Football League: West Ham United 3–0 Millwall (Second Division), 17 september 1932[32]
- Första bortasegern för Millwall: Thames Ironworks 1–2 Millwall Athletic (FA Cup), 9 december 1899[11]
- Första bortasegern för West Ham United: Millwall Athletic 0–1 Thames Ironworks (Southern League), 28 april 1900[11]

### Resultat
- Högsta antal mål i en match: 8 mål (två gånger)
  - West Ham United 1–7 Millwall Athletic, 2 april 1903[16]
  - West Ham United 6–2 Millwall, 22 september 1912[93]
- Största vinstmarginal (Millwall): 6 mål
  - West Ham United 1–7 Millwall Athletic, 2 april 1903[16]
- Största vinstmarginal (West Ham United): 4 mål (fyra gånger)
  - West Ham United 4–0 Millwall Athletic, 9 september 1901[15]
  - Millwall Athletic 1–5 West Ham United, 26 december 1901[15]
  - West Ham United 6–2 Millwall, 22 september 1912[93]
  - West Ham United 5–1 Millwall, 8 oktober 1928[96]
- Dubbelsegrar: 1 (Säsongen 1988–89. West Ham slog Millwall både hemma och borta).[59]

### Trender
- Flest segrar i rad (Millwall): 6, 2 april 1903 – 29 februari 1904[97]
- Flest segrar i rad (West Ham United): 4, 8 oktober 1928 – 17 september 1932[98]
- Flest antal matcher utan förlust (Millwall): 12 (nio segrar, tre oavgjorda), 26 april 1902 – 1 september 1904[17]
- Flest antal matcher utan förlust (West Ham United): 10 (fyra segrar, sex oavgjorda), 21 oktober 1933 – 14 maj 1979[54]
- Flest antal matcher utan förlust i Football League (Millwall): 7 (tre segrar, fyra oavgjorda), 15 november 1992 – 17 september 2011[82][99]
- Flest antal matcher utan förlust i Football League (West Ham United): 9 (tre segrar, sex oavgjorda), 21 oktober 1933 – 7 oktober 1978[54]
- Hemmaform i Football League: På 12 försök har Millwall inte segrat på Upton Park i Football League. De har ett facit på sex oavgjorda matcher, och sex förluster, över en period på 80 år, från 1932 till 2012.[100] West Ham har segrat två gånger på The Den, 1939 och 1988. De har aldrig segrat på the new Den, på tre försök.[100]
- Flest oavgjorda matcher i rad: 3 (två gånger), 21 oktober 1933 – 27 december 1938; 25 januari 1947 – 1 september 1947[101][102]
- Flest matcher i rad utan oavgjort: 8 (två gånger), 9 december 1899 – 26 december 1901; 26 oktober 1907 – 20 september 1909[103][104]
- Flest matcher spelade mot varandra under en säsong: 7 (två gånger), 9 september 1901 – 26 april 1902; 8 november 1902 – 25 april 1903[15][16]
- Längsta period utan möte: 18 år, 11 månader, 24 dagar. 13 oktober 1959 – 7 oktober 1978 (1960-talet är det enda årtionde som lagen inte mötts sedan de bildades).[38]
- Högsta publiksiffra: 42 200. 27 december 1947, Upton Park. West Ham United 0 Millwall 0[33]
- Lägsta publiksiffra: 200. 24 november 1902, North Greenwich. Millwall Athletic 2 West Ham United 1[16]
- Flest antal mål av en spelare: Alf Twigg (10), Millwall. Gjorde sitt första mål den 16 april 1906 och sitt tionde den 26 april 1909.[105]

## För båda lagen

### Managers och tränare

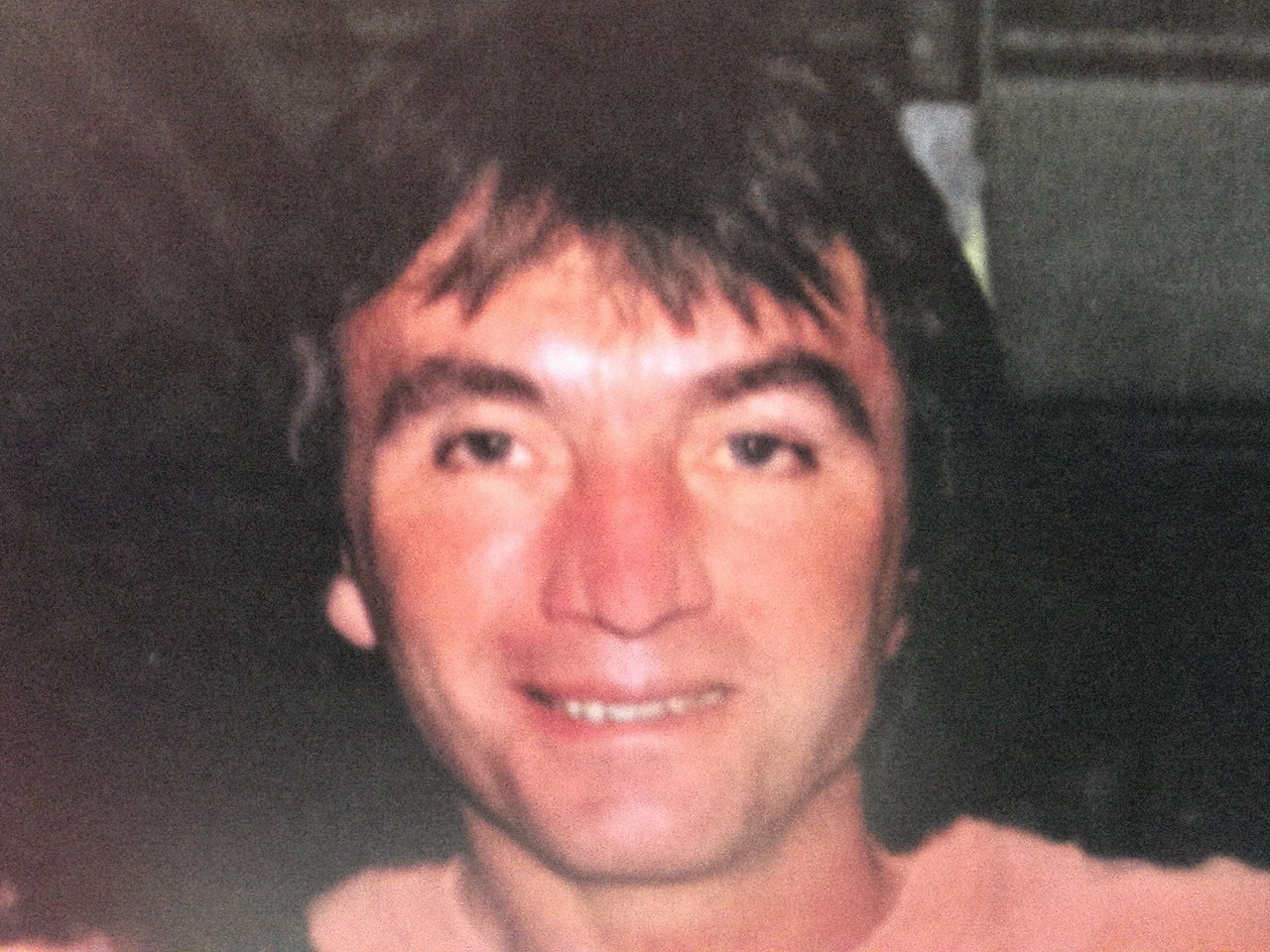
Billy Bonds, den enda tränare som arbetat för båda klubbarna.

Billy Bonds är den enda tränare som har arbetat för båda klubbarna. Han ledde West Ham från februari 1990 till augusti 1994, och tränade klubben under 227 matcher då klubben hoppade upp och ner mellan First och Second Division. Han ledde West Ham till två uppflyttningar och en nedflyttning. Han slutade som tränare för West Ham i augusti 1994. Han utsågs som tränare till Millwall i maj 1997 av ordföranden Theo Paphitis, vilket var ett impopulärt beslut bland många Millwallsupportrar på grund av hans lojalitet till West Ham. Bonds, uppväxt i södra London hade flera familjemedlemmar som var Millwallsupportrar, ett faktum som fick vissa supportrar att ge honom en chans. Efter en bra start i Millwall, undvek laget nedflyttning, då de slutade på 18:e plats i Second Division. Bonds fick sparken i maj 1998, då han endast varit tränare under 53 matcher.
Ted Fenton var manager för West Ham från 1950–61 och var ansvarig för inrättandet av klubbens ungdomsakademi, the Academy of Football. Tillsammans med West Ham vann han Second Division 1957–58, och ledde klubben till högsta ligan första gången sedan 1932. Hans Bror Benny Fenton började sin karriär som spelare för West Ham 1937, före han flyttade till Millwall 1939. Efter hans pensionering från fotbollen började han som manager, och ledde Millwall från 1966–74. Den 17 januari 1967 ledde han Millwall som då satte ligarekord med 59 hemmamatcher utan förlust. Rekordet slogs av Liverpool 1981, som då hade 85 hemmamatcher på Anfield utan förlust.
Pat Holland som vann FA-cupen 1975 med West Ham, var assistant manager till Willie Donachie i Millwall 2006. Efter att Donachie fick sparken 2007, fortsatte han som chefsscout till 2009. I juni 2011 pekades den förre Millwallspelaren Sam Allardyce ut som manager för West Ham. I juni 2013 anställde Millwall den förre kaptenen i West Ham, Steve Lomas som deras nya manager. Lomas anslöt till West Hams förre backen Tim Breacker, som var Millwalls förstalagstränare. Som gammal spelare för West Ham, blev Lomas tid i klubben impopulär bland många Millwallsupportrar. Lomas fick sparken den 26 december 2013, efter att endast vunnit fem av hans 22 matcher som manager. I maj 2014 blev förra spelaren i Millwall och West Ham, Teddy Sheringham anställd som attacking coach för West Ham för säsongen 2014–15. Sheringham lämnade klubben i maj 2015 för att bli manager åt Stevenage.

### Spelare
Nedan följer en lista över spelare som spelat för båda lagen. Sailor Brown, Peter Buchanan, Johnny Burke, Louis Cardwell, Jimmy Jinks och Harold Pearson spelade även för båda sidor som gästspelare under andra världskriget.
| - Gary Alexander - Clive Allen - Paul Allen - Charles Ambler - Moses Ashikodi - Joe Blythe - Gary Bowes - Kenny Brown - Jack Burkett - Dennis Burnett - Stephen Bywater - Tony Cottee - Harry Cripps - Roger Cross - Brian Dear - Charlie Dove - Benny Fenton | - David Forde - Ryan Fredericks - Paul Goddard - Dale Gordon - Fred Griffiths - John Hamilton - Don Hutchison - Andy Impey - Matt Jarvis - Glen Johnson - Jack Landells - Lawrie Leslie - Dave Mangnall - Dave Martin - Joe Martin (son till Alvin Martin) - Tommy Moore - Frank Neary | - George Neil - Lucas Neill - Harry Obeney - Anton Otulakowski - John Payne - Graham Paddon - Wilf Phillips - Jack Powell - Peter Reader - Neil Ruddock - Teddy Sheringham - Fred Shreeve - Jim Standen - Willie Stewart |

## Galleri

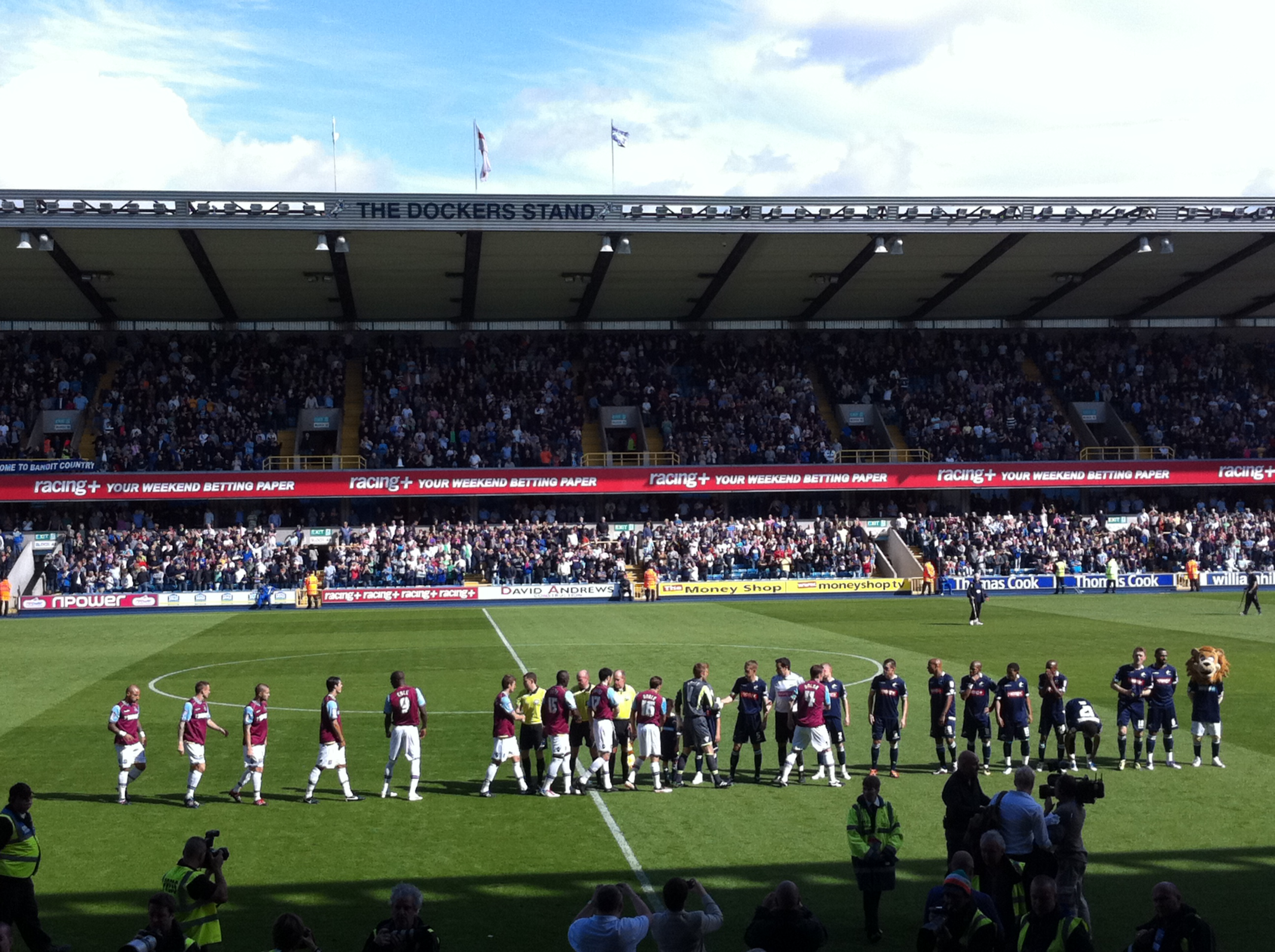
West Ham och Millwall skakar hand före avspark på The Den den 17 september 2011.
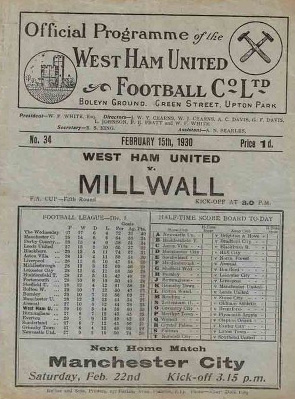
Programblad från en match i femte omgången av FA-cupen mellan lagen den 15 februari 1930.
- Millwallsupportrar firar ett kvitteringsmål i den sista matchen mellan lagen på Upton Park 2012.

### Fotnoter
1. ↑  Millwall Rovers bytte 1889 namn till Millwall Athletic.
2. ↑  Fem övriga matcher (1900, 1902, 1919, 1926 och 1929) spelades, men var tvungna att avbrytas på grund av dimma och dålig sikt. 1930 ändrades reglerna i London FA Challenge Cup, där regeln "Clubs must play their strongest elevens" togs bort. Efter regeländringen ansågs tävlingen vara för reserver, och de sex matcher mellan lagen klassas därför inte som förstalagsmatcher.
3. ↑  Reader played at youth level for West Ham United and did not make a first team appearance.

### Originalcitat
1. ↑  "From the very first kick of the ball it was seen likely to be some trouble, but the storm burst when Dean and Jarvis came into collision (Millwall had two players sent off during the match). This aroused considerable excitement among the spectators. The crowds on the bank having caught the fever, free fights were plentiful."
2. ↑  "A West Ham fan must die to avenge him."